# Grégoire Berthelet
Pour les articles homonymes, voir Berthelet.
Dom Grégoire Berthelet, né en 1680 à Belrain dans le Barrois, mort en 1754, est un religieux bénédictin, auteur d'ouvrages de morale et de droit canon.

## Biographie
Grégoire Berthelet est né le 20 janvier 1680 à Belrain en Barrois.
Il entre à l'abbaye de Munster et y prononce ses vœux le 16 juin 1697. 
Dom Berhelet écrit des dissertations, des traités et différents ouvrages religieux. Son ouvrage le plus référencé est le Traité historique et moral de l'abstinence de la viande..., publié en 1731, plusieurs fois réédité ; il y défend la totalité de la Règle de saint Benoît, affirme que les religieux ne doivent pas manger gras sans nécessité ni obligation, et lutte contre le relâchement observé dans les monastères.
Il meurt le 31 mars 1754.

## Œuvres
- Traité historique et moral de l'abstinence de la viande et des révolutions qu'elles eues depuis le commencement du monde jusqu'à présent, tant parmi les Hébreux que parmi les païens, les chrétiens et les religieux anciens et modernes, Rouen, Herault, 1731 [lire en ligne].
- Traité des Écritures sacrées des Religions anciennes et modernes
- Dissertations historiques et morales pour servir de Supplément aux Commentaire du R.P. Dom Calmet sur la Règle de saint Benoît.
- Traité de l'Habit monastique et religieux.
- Dissertation sur la Bénédiction des Abbés ; sur leur pouvoir spirituel, sur le rang qu'ils tiennent dans le Clergé, sur la presseance entre eux, sur la juridiction quasi épiscopale de quelques-uns d'eux ; sur les Abbés Princes sur leurs vassaux et Grands Officiers.
- Dissertation sur l'exemption de la Juridiction épiscopale accordée aux Monastères.
- Sur les Abbés Commendataires, où l'on traite de l'origine, du progrès et de l'abus des Commendes.
- Dissertation sur les différentes sortes de Moines ; sur les Ermites, les Cénobites, les Sarabaïtes, les Gyrovagues, les Obédientiers, les Tierçaires, les Chevalliers, les Convers, les Oblats, les Frères Conscrits, ou associés aux bonnes œuvres et prières des Monastères.
- Dissertation sur la cléricature des religieux.
- Dissertation sur les dismes des églises paroissiales données aux monastères.
- Dissertation sur les prieurs et offices claustraux.
- Sur la Pauvreté des anciens solitaires ; disputes entre eux sur ce sujet et sur l'obligation de vivre du travail de leurs mains.
- L'Histoire des religieux mendiants, de leur pauvreté primitive, et comme ils s'en sont relâchés.
- Sur les églises des monastères, leurs ornements, vases sacrés, trésors, clochers, les pèlerinages, offrandes, donations, ou fondations faites dans ces églises.
- Dissertation sur la propriété des abbés et religieux ; sur leur titre de pécule, des pensions viagères des religieux articuliers, sur les séparations de mense entre les abbés et les religieux.
- Sur les reliquaires en forme de bras.
- Sur la « main de justice », et sur la bénédiction que les évêques donnent avec trois doigts.
- Sur l'origine du pallium ecclésiastique.